# گیسن
گیسن (به آلمانی: Gießen) شهری در ایالت هسن آلمان است. این شهر به خطوط راه‌آهن آلمان متصل است و در ۳۱ دسامبر ۲۰۰۹ جمعیتی بالغ بر ۷۶٬۰۹۰ نفر داشت. گیسن دارای یک دانشگاه نیز می‌باشد. از ایرانیان سرشناس گیسن می‌توان به دانیال داوری و شقایق دهقان اشاره کرد.

## نگارخانه

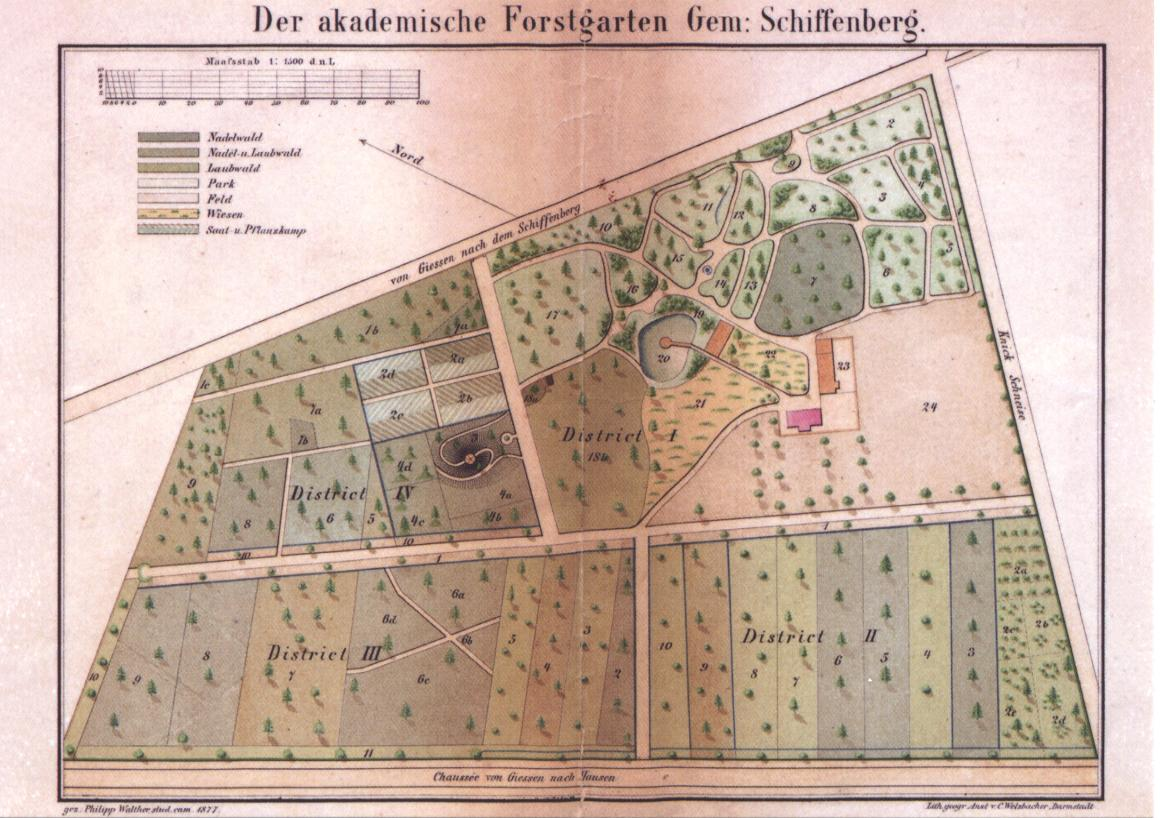
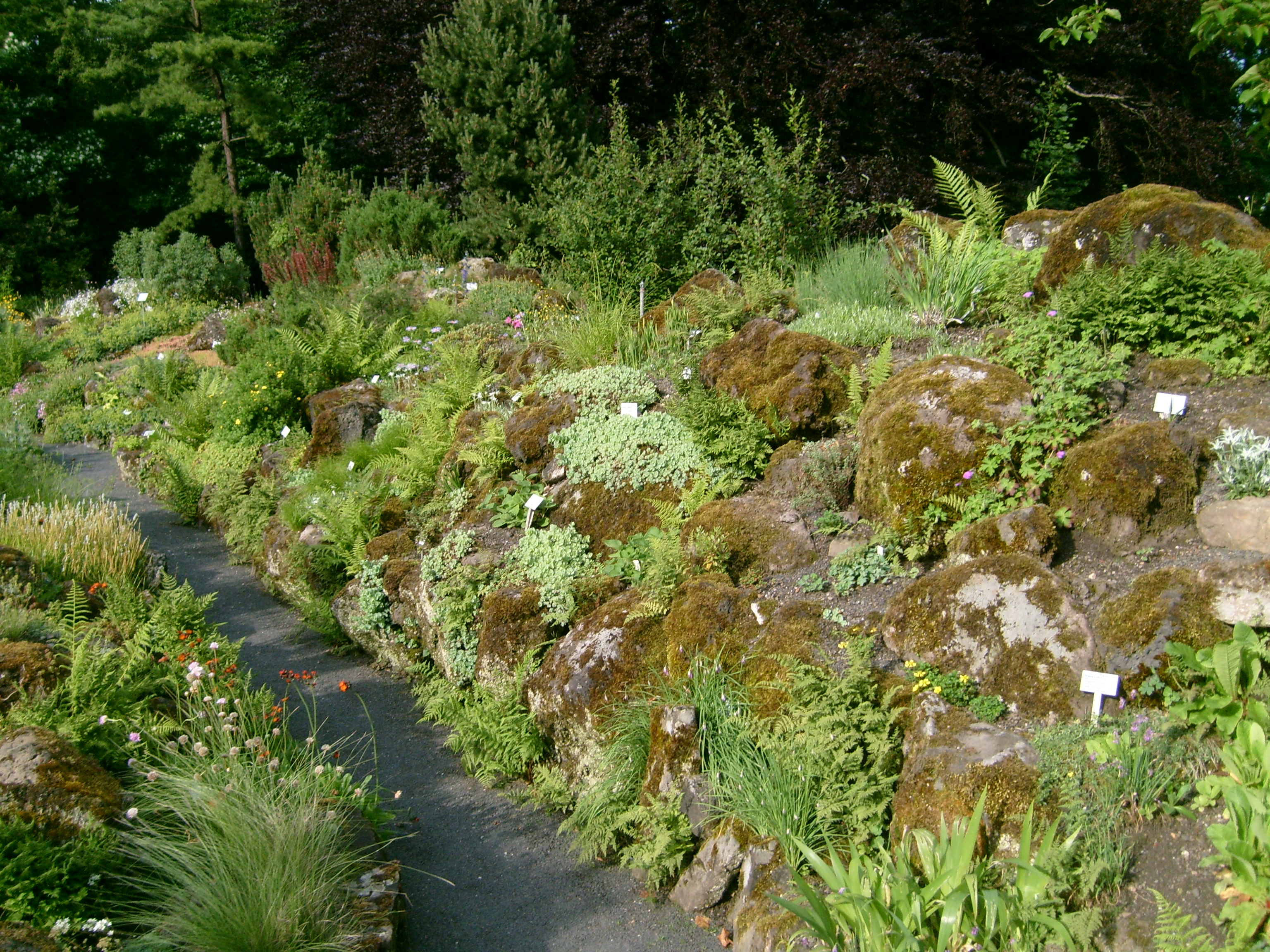
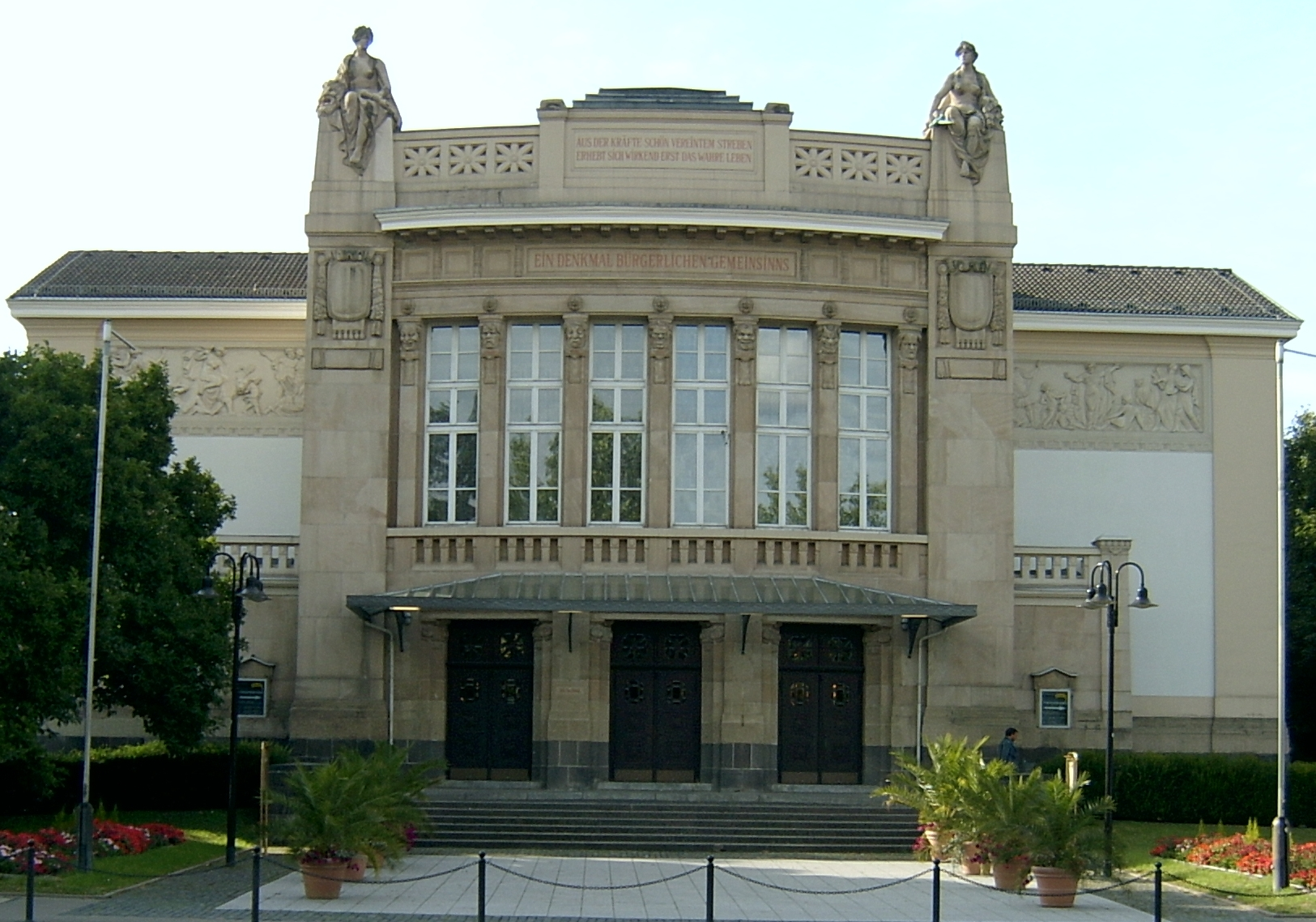
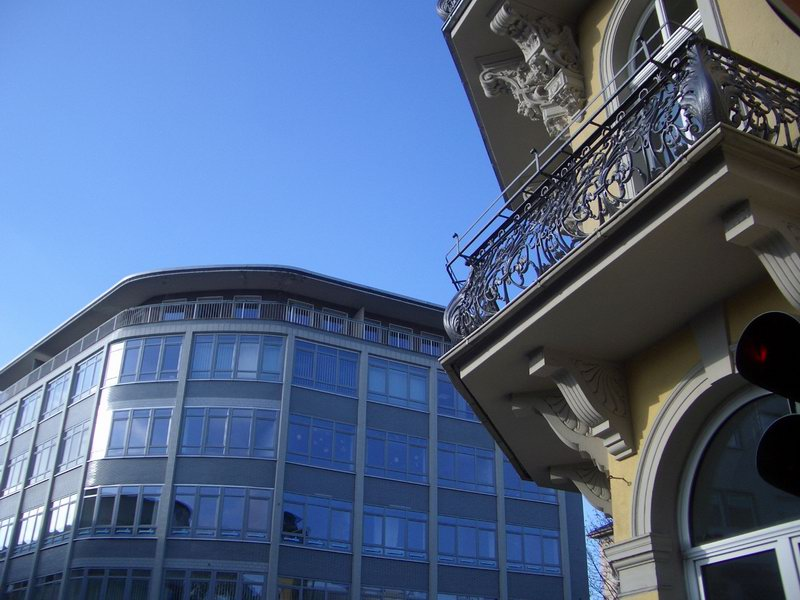